# Jovaldo Nunes Gomes
Jovaldo Nunes Gomes (Piancó, 1947) é um desembargador brasileiro.

## Biografia
Nascido no distrito de Emas, subordinado ao município de Piancó e embrião do futuro município homônimo, Jovaldo é filho de serventuários na Justiça. Migrou para Pernambuco aos 17 anos, para tentar a vida e ajudar a família. Começou a carreira jurídica por acaso. Tinha o sonho de estudar Agronomia. Mas, para sobreviver no Recife, arranjou um emprego em um cartório em Olinda. Tomou gosto pelo trabalho, estudou pro vestibular e cursou Direito na Faculdade de Direito de Olinda, hoje, Associação de Ensino Superior de Olinda (Aeso).
Antes de se tornar magistrado, foi serventuário de Justiça de 1967 a 1982. Estudou na Faculdade de Direito de Olinda, tendo concluído o curso em 1975. O ingresso na magistratura aconteceu em 1982, mediante concurso. Sua primeira Comarca foi Betânia e, depois, Riacho das Almas, ambas de 1ª Entrância. Foi promovido, em dezembro de 1985, por antiguidade, para Juiz Substituto de 2ª Entrância e, nessa qualidade, atuou nas Comarcas de Jaboatão dos Guararapes e Petrolina. Em 1989, foi promovido por merecimento a Juiz Substituto da 3ª Entrância (Comarca do Recife), tornando-se Titular da 4ª Vara da Fazenda Pública.
Coordenou a instalação da 17ª Vara Cível, pela qual passou a responder e, por último, assumiu a 10ª Vara Cível, onde permaneceu até assumir o cargo de Desembargador, em 2001, do Tribunal de Justiça de Pernambuco, onde é presidente do 2º Grupo de Câmaras Cíveis e da 5ª Câmara Cível do Tribunal de Justiça.
Em março de 2001, quando ainda era Juiz da 10ª Vara Cível da Capital, recebeu o titulo de Cidadão de Pernambuco, outorgado à unanimidade pela Assembleia Legislativa do Estado de Pernambuco.
Em 2007, foi eleito para integrar o Tribunal Regional Eleitoral de Pernambuco, no biênio 2008/2009, sendo ali eleito seu presidente. Em dezembro de 2011, foi eleito presidente do Tribunal de Justiça de Pernambuco, onde mora há mais de trinta anos, e tomou posse em fevereiro de 2012.
Em 12/09/2022 entrou para o quadro de advogados da OAB de Pernambuco, tendo recebido das mãos do presidente da OAB a sua carteira professional. 